# Scrapter oxyaspis
Scrapter oxyaspis är en biart som beskrevs av Davies 2005. Scrapter oxyaspis ingår i släktet Scrapter och familjen korttungebin. Inga underarter finns listade i Catalogue of Life.